# ENIAC

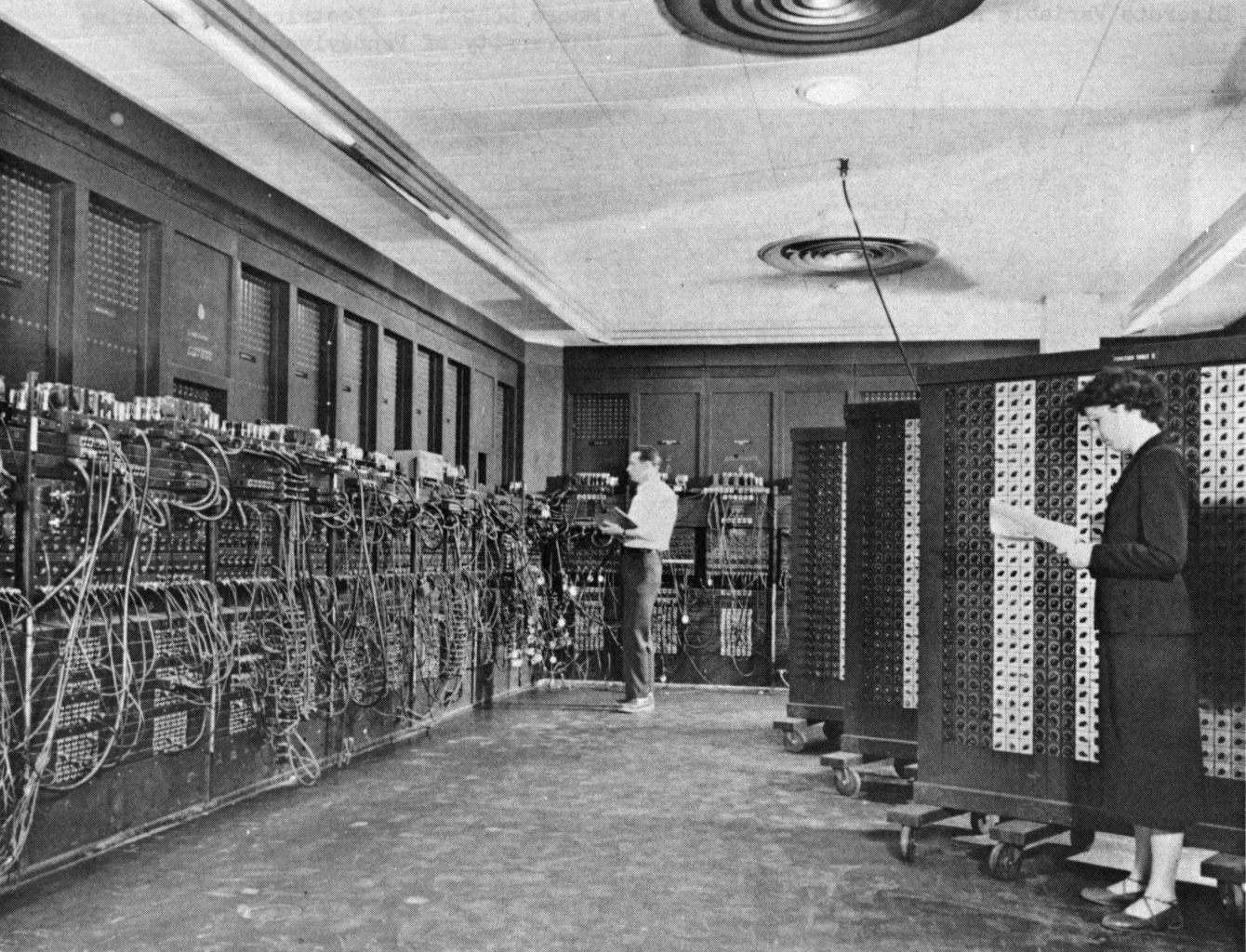
Глен Бек (на задньому плані) і Бетті Снайдер (на передньому плані) програмують ENIAC

ENIAC (англ. Electronic Numerical Integrator and Computer) — перший у світі програмований комп'ютер, створений у 40-х роках 20-го століття в США. Комп'ютер розміщувався в Інституті електроніки Пенсильванського університету і займав площу 167 кв. м. Його маса складала 30 тонн, а споживання електроенергії — 150 кВт. Вартість розробки становила майже пів мільйона доларів.
ENIAC було розроблено для вирішення однієї зі складних і нагальних задач того часу — обрахунку балістичних таблиць армії.

## Створення
ENIAC став першим електронним цифровим комп'ютером, який можна було перепрограмувати для вирішення повного діапазону завдань (попередні комп'ютери мали тільки частину з цих властивостей). Побудований на замовлення армії США в Лабораторії балістичних досліджень для обрахунку балістичних таблиць і офіційно введений до ладу 15 лютого 1946 року. Деякі джерела помилково зазначають інший день — 14 лютого, також називаючи цей день неофіційним міжнародним святом. До початкової розробки ENIAC було залучено шість жінок-програмісток — Мерлін Мельцер, Кетлін Макнальті, Бетті Дженнінгс, Бетті Снайдер, Франсіс Білас та Рут Ліхтерман. Спочатку їхня роль у розробці проєкту не отримала широкого публічного визнання; наприклад, на фотографіях з розробницями ENIAC їх деколи підписували як моделей. Перші програмістки ENIAC отримали публічне визнання за свою роботу на кілька десятиліть пізніше — зокрема, у 1997 році вони були включені до Залу слави організації Women in Technology International.

## Архітектура
Архітектуру комп'ютера розробили 1943 року Джон Преспер Еккерт, Джон Вільям Моклі і Джон фон Нейман з університету Пенсильванії. На відміну від комплексу Z3, створеного 1941 року німецьким інженером Конрадом Цузе, де застосовувались механічні реле, в ЕНІАКу як основа компонентної бази застосовувалися електровакуумні лампи. Загалом комплекс містив 17468 ламп, 7200 кремнієвих діодів, 1500 реле, 70000 резисторів і 10000 конденсаторів. Споживана потужність — 150 кВт. Обчислювальна потужність — 300 операцій множення або 5000 операцій додавання на секунду. Маса — 27 тонн. Обчислення виконувались у десятковій системі. До 1948 року для перепрограмування ЕНІАКу потрібно було, фактично, перекомутувати його заново[джерело?].

## Використання

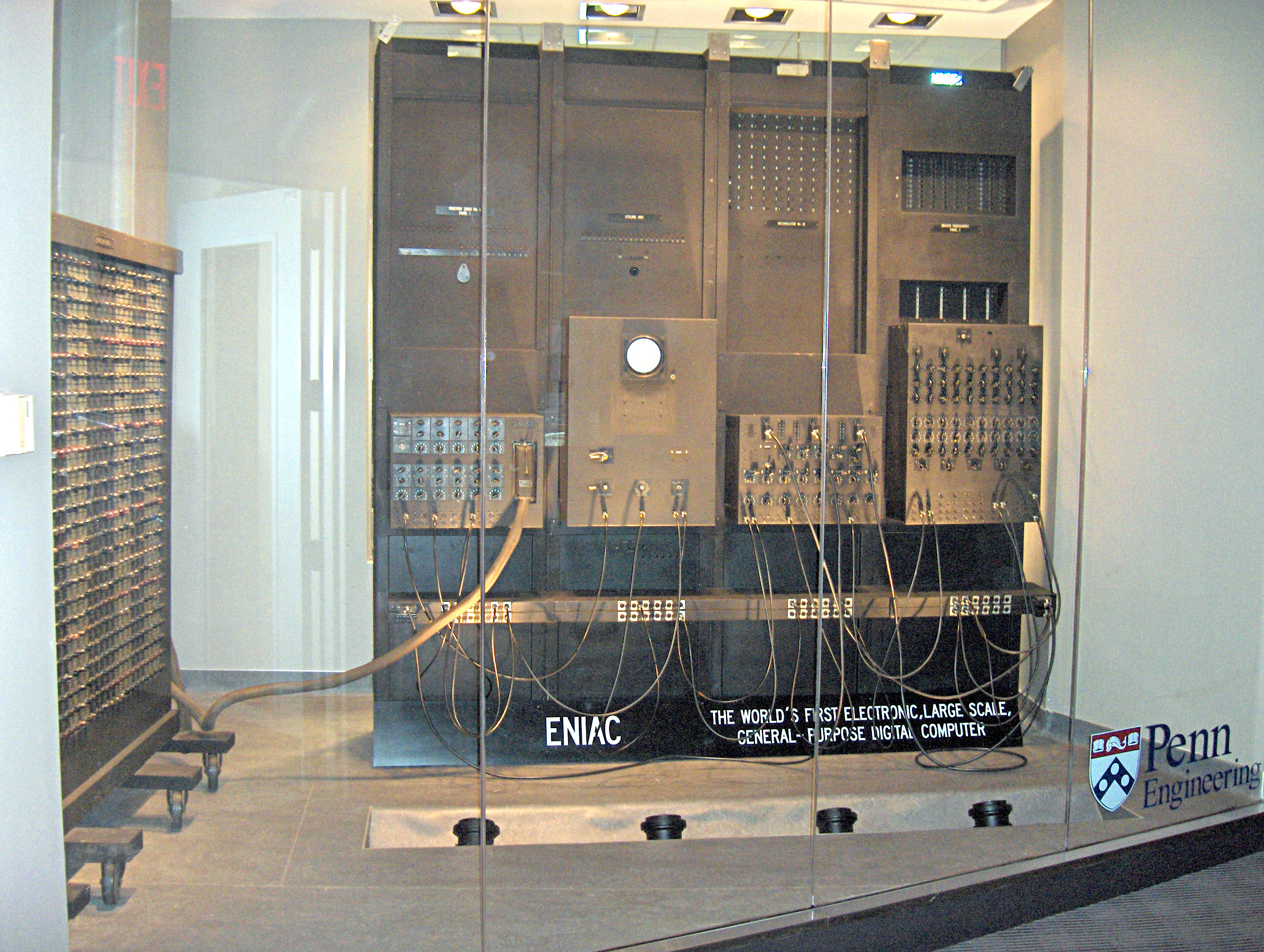
Вцілілі частини ENIAC'а в кабінеті № 100 Інституту електроніки Пенсильванського університету

Машина використовувалася переважно для розрахунків, пов'язаних із задачами балістики, виробництвом ядерної зброї, прогнозуванням погоди, проєктуванням аеродинамічних труб і досліджень космічного випромінювання. Вона також використовувалася для вивчення та аналізу випадкових помилок округлення.
ENIAC працював до 2 жовтня 1955 року, коли його вимкнули назавжди. Невдовзі комп'ютер було розібрано, окремі його панелі зберігаються в музеях США та Великої Британії, зокрема в Лондонському науковому музеї, Музеї американської історії, Музеї комп'ютерної історії, Смітсонівському інституті та інших.
З 1973 року за рішенням федерального суду США у справі Honeywell, Inc. v. Sperry Rand Corp U.S. Patent 3 120 606 скасовано, і винайдення електронного цифрового комп'ютера перебуває в суспільному надбанні.

## День ENIAC
День створення першого комп'ютера у світі відзначається 15 лютого.